# Stade Brestois 29 2015-2016
Questa voce raccoglie le informazioni riguardanti lo Stade Brestois 29 nelle competizioni ufficiali della stagione 2015-2016.

## Rosa
| N. |                           | Ruolo | Calciatore          |
| -- | ------------------------- | ----- | ------------------- |
| 1  | Guyana (bandiera)         | P     | Donovan Léon        |
| 2  | Senegal (bandiera)        | D     | Vieux Sané          |
| 3  | Guyana (bandiera)         | D     | Simon Falette       |
| 4  | Costa d'Avorio (bandiera) | C     | Éric Tié Bi         |
| 5  | Guinea (bandiera)         | D     | Baïssama Sankoh     |
| 6  | Francia (bandiera)        | C     | Bruno Grougi        |
| 7  | Francia (bandiera)        | C     | Gaëtan Belaud       |
| 10 | Italia (bandiera)         | C     | Cristian Battocchio |
| 11 | Francia (bandiera)        | C     | Bryan Pelé          |
| 12 | Francia (bandiera)        | A     | Alexandre Alphonse  |
| 15 | Costa d'Avorio (bandiera) | D     | Ali Keïta           |
| 17 | Francia (bandiera)        | D     | Jean-Alain Fanchone |

| N. |                         | Ruolo | Calciatore            |
| -- | ----------------------- | ----- | --------------------- |
| 18 | Francia (bandiera)      | D     | Maxime Brillault      |
| 19 | Francia (bandiera)      | C     | Alexandre Cuvillier   |
| 20 | Francia (bandiera)      | D     | Grégory Lorenzi       |
| 21 | Mali (bandiera)         | C     | Cheick Doumbia        |
| 22 | RD del Congo (bandiera) | A     | Kévin Koubemba        |
| 23 | Francia (bandiera)      | C     | Manuel Perez          |
| 25 | Francia (bandiera)      | D     | Corentin Jacob        |
| 27 | Francia (bandiera)      | C     | Ibrahima Sissoko      |
| 28 | Francia (bandiera)      | A     | Steven Joseph-Monrose |
| 29 | Marocco (bandiera)      | A     | Youssef Adnane        |
| 30 | Martinica (bandiera)    | P     | Joan Hartock          |
|    | Algeria (bandiera)      | C     | Bilal Hamdi           |